# Steinbach (Mudau)
Steinbach ist ein Ortsteil von Mudau im Neckar-Odenwald-Kreis in Baden-Württemberg.

## Geographie
Steinbach liegt im Odenwald auf etwa 430 m ü. NHN am Steinbächle. Durch das Dorf verläuft die Kreisstraße 3916 von Mudau nach Stürzenhardt, die dann weiter ins Morretal führt. Südlich von Steinbach liegt talaufwärts das Dorf Rumpfen, nördlich verläuft die Landesgrenze zu Bayern.

## Geschichte
Erstmals urkundlich erwähnt wurde der Hof Steinbach Mitte des 11. Jahrhunderts. 1271 kam er zu Kurmainz. Bereits um 1400 war Steinbach mit 175 Einwohnern größer als Mudau. Im Jahre 1803 ging Steinbach kurzzeitig in das Fürstentum Leiningen und 1806 in das Großherzogtum Baden über. Zwischen dem 1. Januar 1936 und 1945 gehörte Rumpfen und Stürzenhardt zur Gemeinde Steinbach, danach wurden die beiden Dörfer wieder selbstständig. Zum 1. Januar 1975 wurde Steinbach in die Gemeinde Mudau eingegliedert.